# Virgen Solly
La Virgen Solly (Virgen con el Niño) (en italiano Madonna Solly) es una pintura del artista del Alto Renacimiento italiano Rafael Sanzio, pintada en algún momento entre 1500 y 1504. 

## Características
Es una pintura al óleo sobre tabla con unas dimensiones de 52 centímetros de alto y 38 cm de ancho. Se conserva en los Staatliche Museen, Gemäldegalerie de Berlín, Alemania. El título de «Madonna Solly» proviene de que perteneció al banquero y coleccionista de arte inglés Edward Solly (1776-1848). La Virgen sigue el tipo iconográfico que Rafael cultivaría con mucho éxito, y que viene a ser una reducción de la Sacra Conversazione tan de moda en el Renacimiento temprano. La Virgen María, que lee un libro, sostiene en sus brazos a Jesús, que se entretiene jugando con un pajarillo mientras atisba el volumen que lee su Madre, en un gesto típicamente infantil. Ambos se sitúan en un paisaje arbóreo muy brevemente descrito, y muestran rostros severos y melancólicos, contradictorios en apariencia con el ambiente de juego infantil y de serena naturaleza que los rodea.
Las figuras son más pesadas y rotundas de lo habitual en el artista, y las vestiduras y el fondo aparecen esquematizados. Todo ello corresponde claramente con el estilo de Perugino, su maestro, cuyo influjo fue muy patente en la primera etapa del arte de Rafael.